# Кобылецкий, Иван Иванович
Иван Иванович Кобылецкий (1916—1986) — лётчик-ас, гвардии подполковник Советской Армии, участник Великой Отечественной войны, Герой Советского Союза (1946).

## Биография
Иван Кобылецкий родился 10 августа 1916 года в городе Бирзула (ныне — Подольск в Одесской области Украины). Окончил семь классов неполной школы. В 1930 году переехал в Оренбург, где после окончания школы фабрично-заводского ученичества работал слесарем, кочегаром, помощником машиниста паровоза на железнодорожной станции «Оренбург». В 1936 году Кобылецкий был призван на службу в Рабоче-крестьянскую Красную Армию. В 1938 году он окончил Оренбургскую военную авиационную школу пилотов. Участвовал в китайско-японской войне.
С 1941 года — на фронтах Великой Отечественной войны. Принимал участие в боях на Юго-Западном, Донском, Центральном, Белорусском, 1-м Белорусском фронтах. Участвовал в боях под Киевом в 1941 году, Сталинградской и Курской битвах, освобождении Украинской и Белорусской ССР, Польши, боях в Германии, был один раз тяжело ранен.
К концу войны гвардии майор Иван Кобылецкий был заместителем командира 53-го гвардейского истребительного авиаполка 1-й гвардейской истребительной авиадивизии 16-й воздушной армии 1-го Белорусского фронта. За время своего участия в войне он совершил 465 боевых вылетов, принял участие в 94 воздушных боях, сбив 9 самолётов лично и 15 в группе (по данным наградного листа соотношение побед И. И. Кобылецкого прямо противоположное: 15 вражеских самолётов лично и 9 — в составе группы).
Указом Президиума Верховного Совета СССР от 15 мая 1946 года гвардии майор Иван Кобылецкий был удостоен высокого звания Героя Советского Союза с вручением ордена Ленина и медали «Золотая Звезда» за номером 2872.
В сентябре 1948 года в звании подполковника Кобылецкий вышел в отставку по болезни. Проживал в Киеве, работал слесарем, старшим мастером, инженером. Умер 24 июля 1986 года, похоронен на Лукьяновском военном кладбище Киева.
Был награждён двумя орденами Ленина, двумя орденами Красного Знамени, орденами Александра Невского, Отечественной войны 1-й степени, Красной Звезды, рядом медалей.

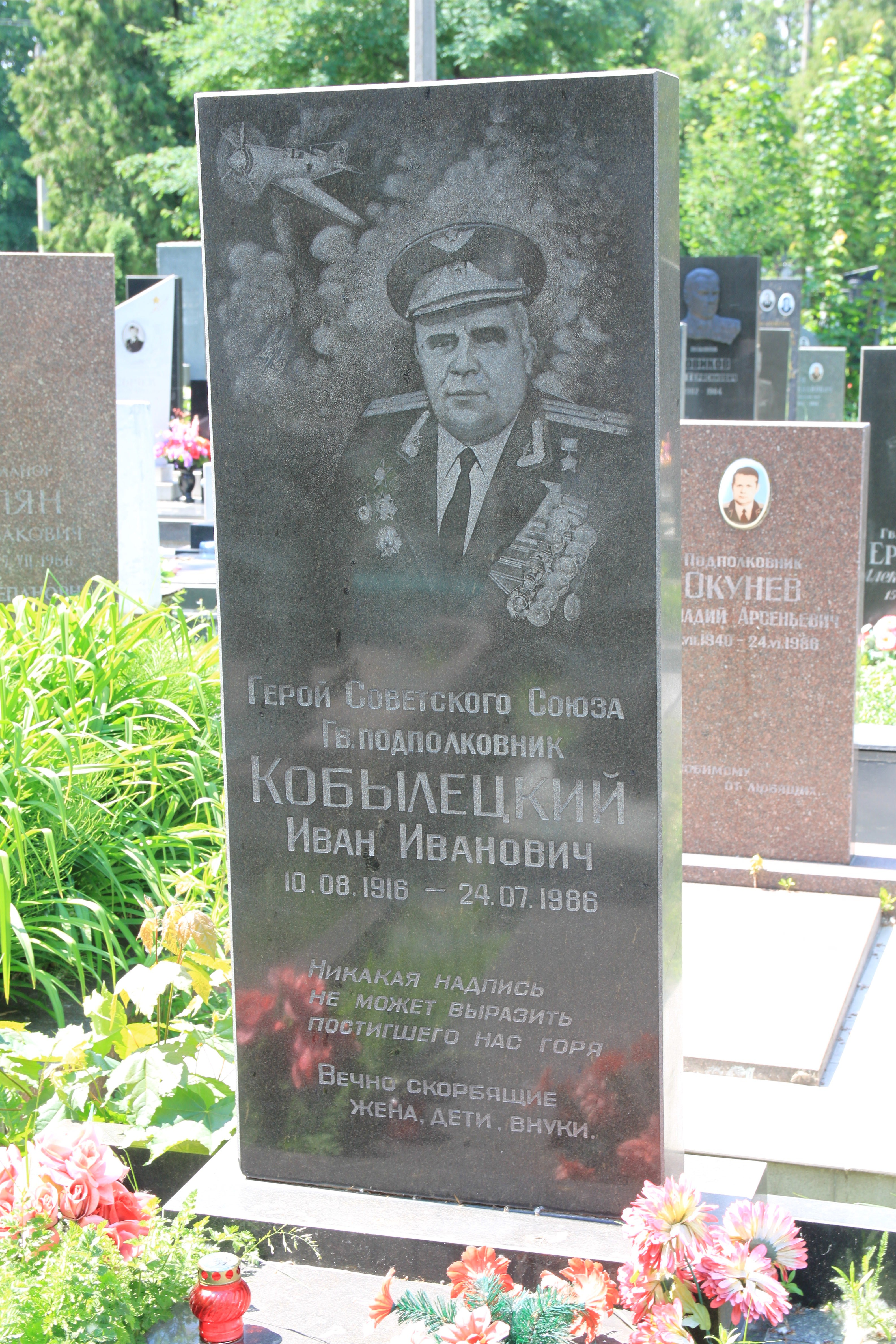
Могила Кобылецкого на Лукьяновском военном кладбище Киева.